# Бруклін Тауншип (округ Сасквегенна, Пенсільванія)
Бруклін Тауншип (англ. Brooklyn Township) — селище (англ. township) в США, в окрузі Сасквегенна штату Пенсільванія. Населення — 963 особи (2010).

## Демографія
Згідно з переписом 2010 року, у селищі мешкали 963 особи в 383 домогосподарствах у складі 262 родин. Було 443 помешкання
Расовий склад населення:
| - 97,8 % — білих - 0,5 % — азіатів - 0,4 % — чорних або афроамериканців |

До двох чи більше рас належало 1,0 %. Частка іспаномовних становила 1,8 % від усіх жителів.
За віковим діапазоном населення розподілялося таким чином: 22,1 % — особи молодші 18 років, 59,8 % — особи у віці 18—64 років, 18,1 % — особи у віці 65 років та старші. Медіана віку мешканця становила 45,0 року. На 100 осіб жіночої статі у селищі припадало 105,8 чоловіків;  на 100 жінок у віці від 18 років та старших — 98,9 чоловіків також старших 18 років.
Середній дохід на одне домашнє господарство  становив 66 888 доларів США (медіана — 52 105), а середній дохід на одну сім'ю — 69 835 доларів (медіана — 54 318). Медіана доходів становила 42 212 долари для чоловіків та 35 294 долари для жінок. За межею бідності перебувало 12,0 % осіб, у тому числі 2,3 % дітей у віці до 18 років та 4,9 % осіб у віці 65 років та старших.
Цивільне працевлаштоване населення становило 495 осіб. Основні галузі зайнятості: освіта, охорона здоров'я та соціальна допомога — 18,0 %, виробництво — 15,8 %, сільське господарство, лісництво, риболовля — 14,5 %.